# 切鲁利陨击坑
切鲁利陨击坑(Cerulli)是火星北半球伊斯墨诺斯湖区中位于巨大的李奥撞击坑南面的一座陨石坑，中心坐标为北纬32.5度、西经337.9度，直径130公里（81英里），其名称取自意大利天文学家文森佐·塞魯利（1859-1927），1973年，被国际天文联合会批准接受。
撞击坑通常有一圈周围分布着喷射物的边缘，相比之下，火山口一般则没有边缘或喷射沉积物。大的陨坑（直径大于10公里）通常会有一座中心峰，这种中央峰是因撞击后坑底反弹所形成。如果测得了一座陨坑的直径，则可通过各种比率来估计其原始深度。 由于这种关系，研究人员发现许多火星陨石坑都含有大量物质，其中大部分被认为是不同气候时期所沉积的冰积物。有时，陨坑也会露出被掩埋的地层。切鲁利陨击坑显示了过去冰川活动的证据。撞击坑密度用于测定火星和其他太阳系天体的表面年龄。 地表越老，陨石坑就越多。陨石坑的形状可揭示地下冰的存在。
陨坑周围的区域可能富含矿物质。在火星上，撞击产生的热量融化了地下冰，融化冰中的水则溶解了矿物质，然后将它们沉积在撞击产生的裂缝或断层中，这一过程被称为热液蚀变，是形成矿床的主要方式。火星陨击坑周围地区可能蕴藏着对未来火星定居者有用的丰富矿石资源。

## 图集

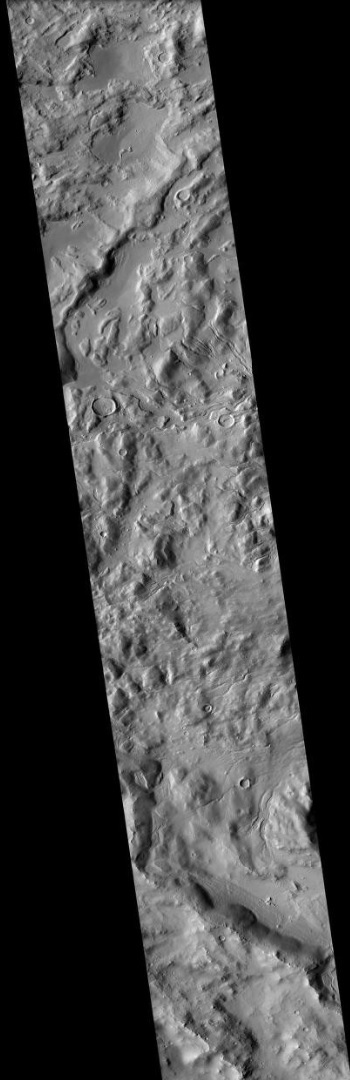
火星勘测轨道飞行器背景相机拍摄的切鲁利陨击坑西侧部分。
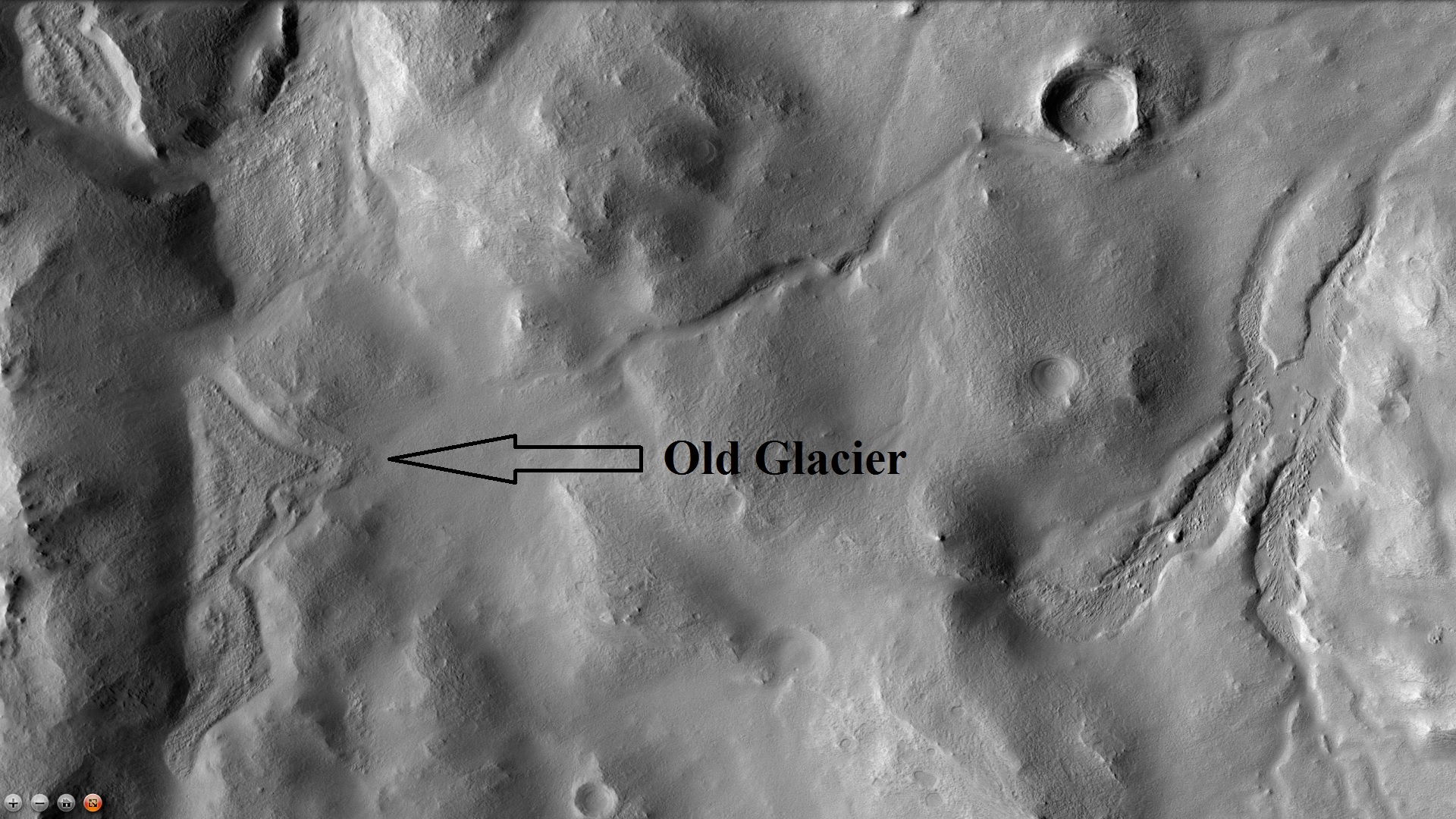
背景相机拍摄到的切鲁利陨击坑西侧坑壁上的古冰川遗迹。注：这是前一幅照片的放大版。
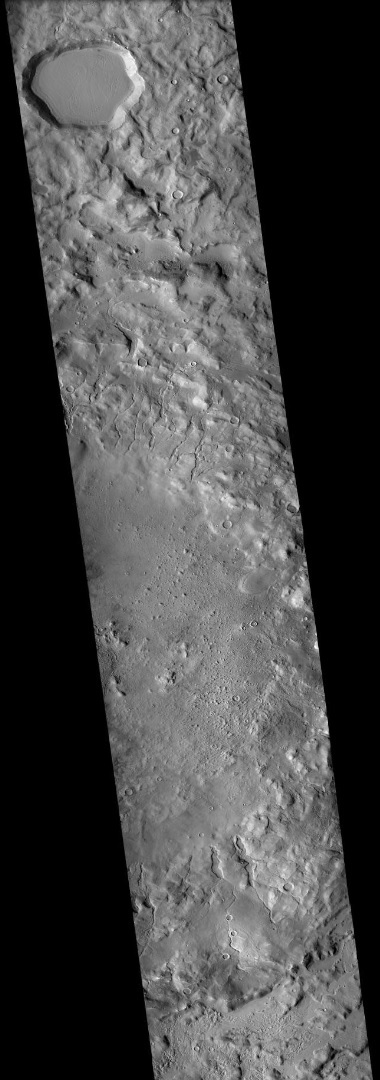
背景相机拍摄的切鲁利陨击坑东侧部分。
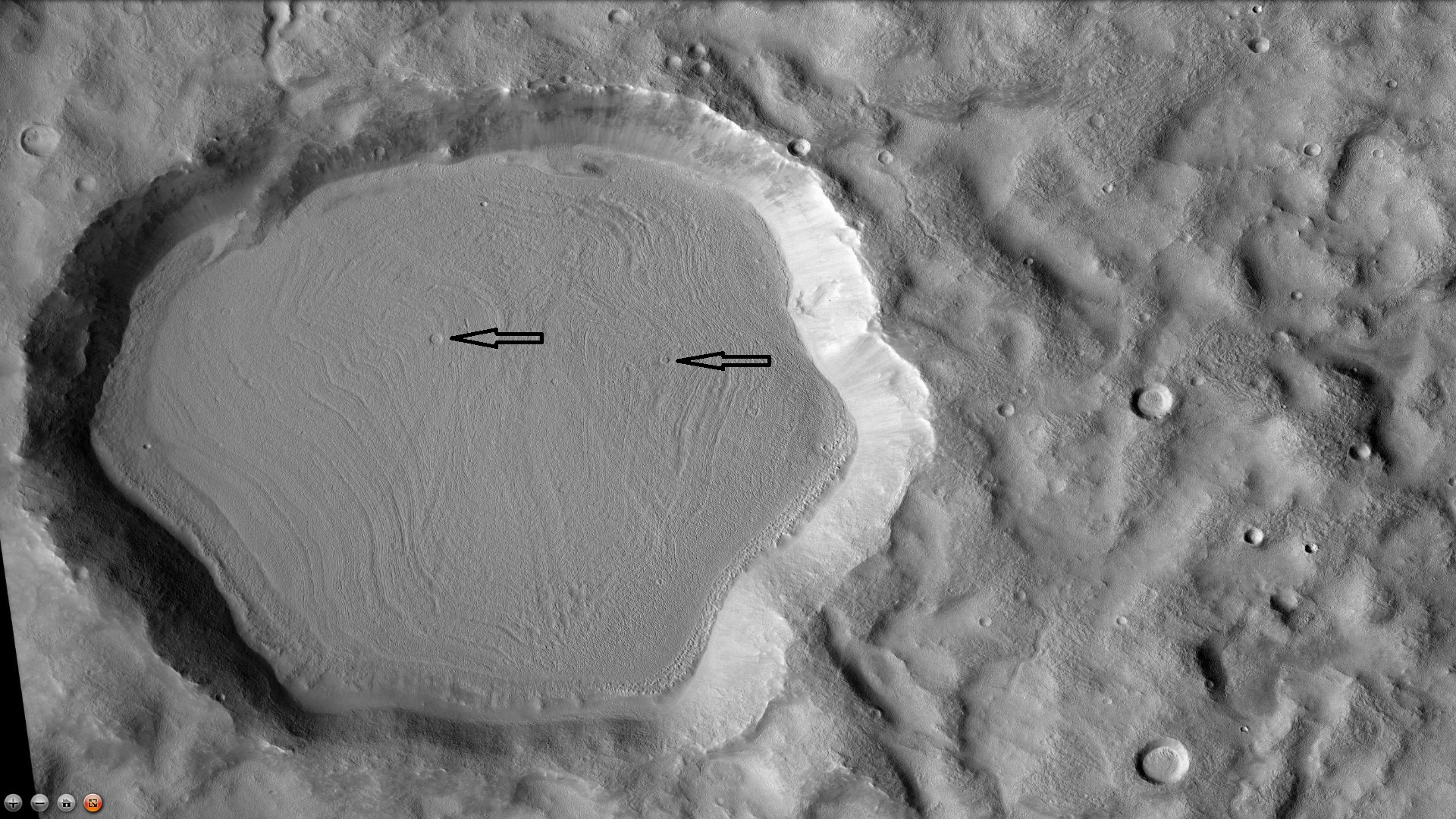
背景相机拍摄的切鲁利陨击坑北面未命名的陨坑，坑底布满脑纹地形，箭头指向环形模具陨石坑。注：这是前面图像的放大版。
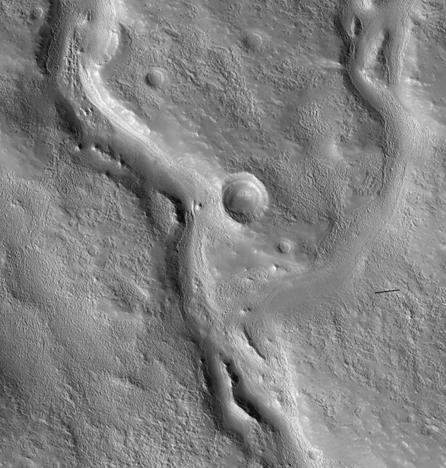
高分辨率成像科学设备显示的位于切鲁利陨击坑喷发物层上的河谷。
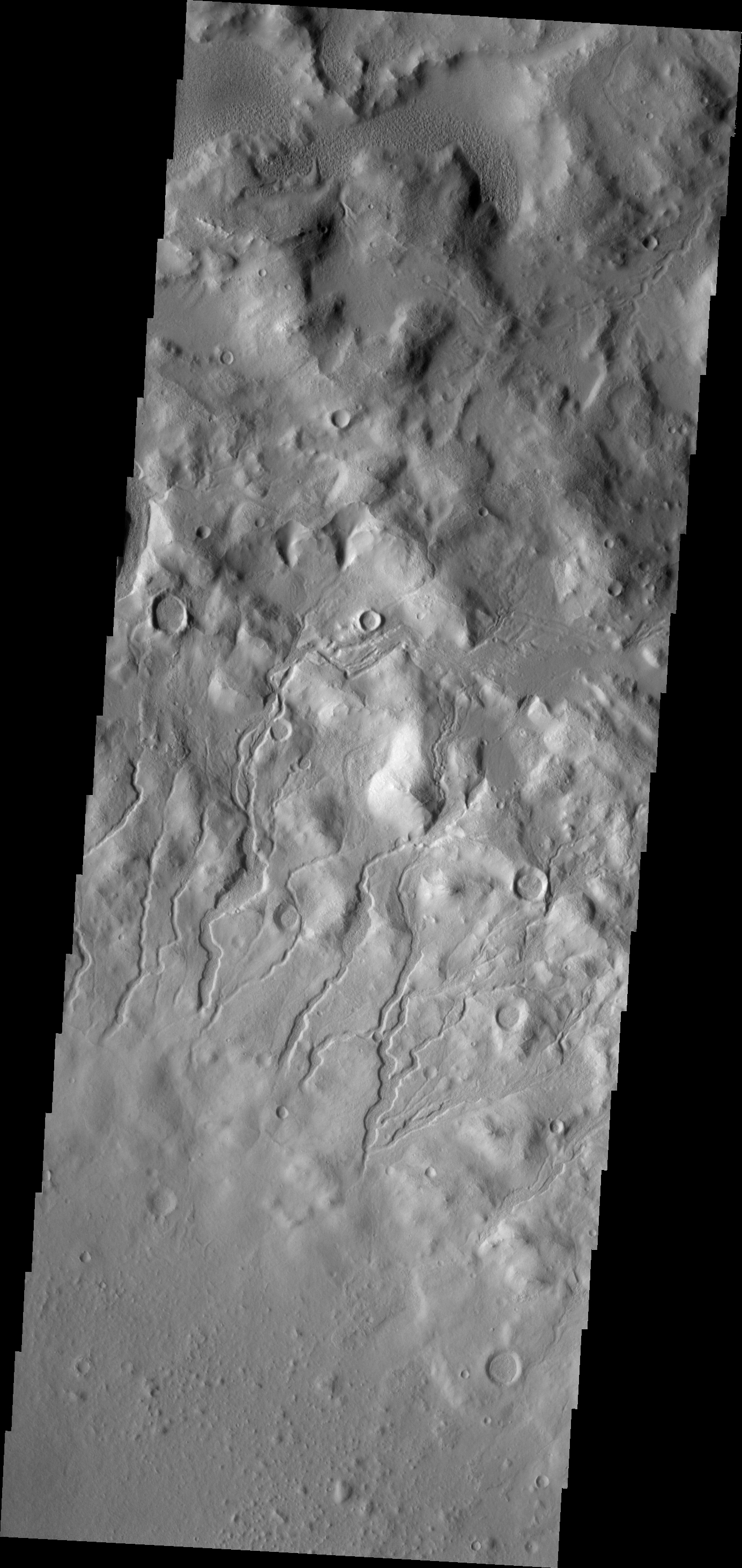
热辐射成像系统显示的切鲁利陨击坑北侧内壁坡上的河道。
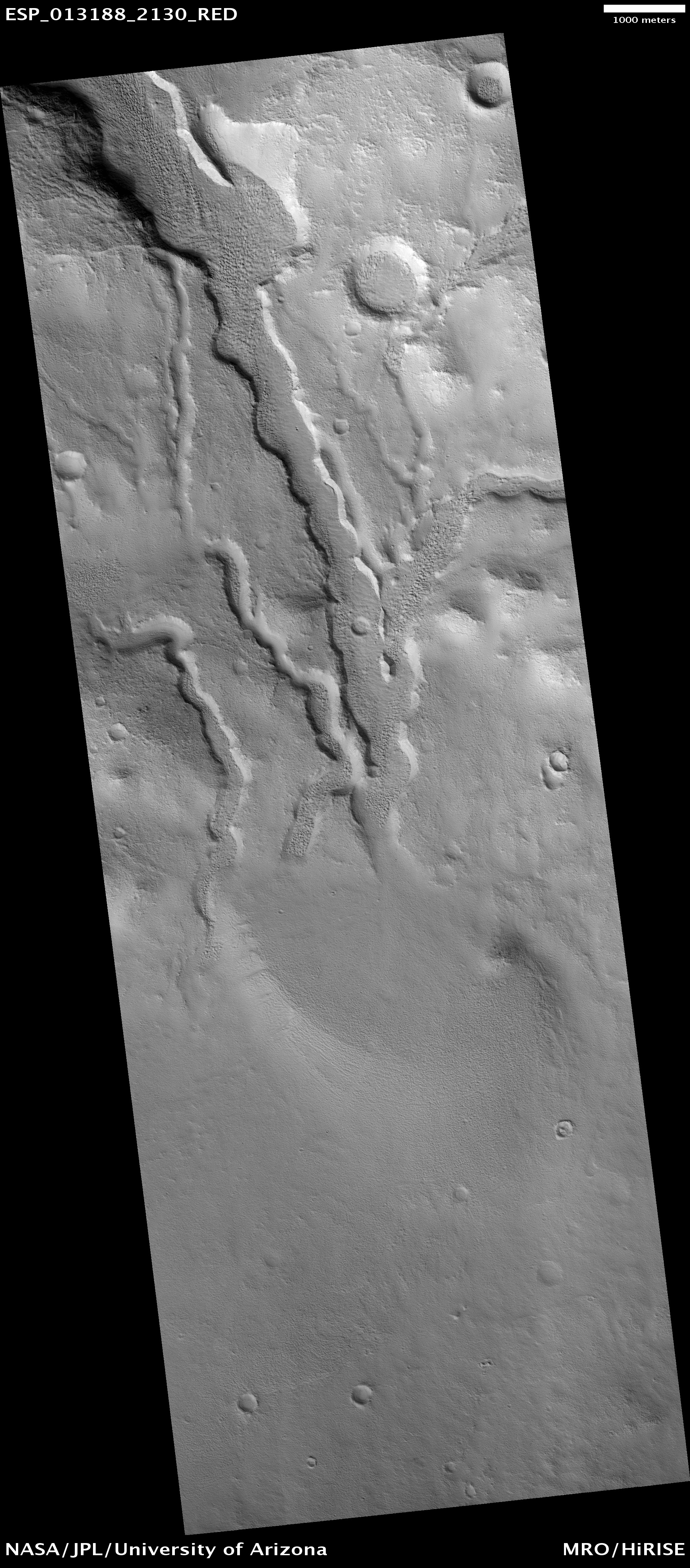
高分辨率成像科学设备显示的切鲁利陨击坑
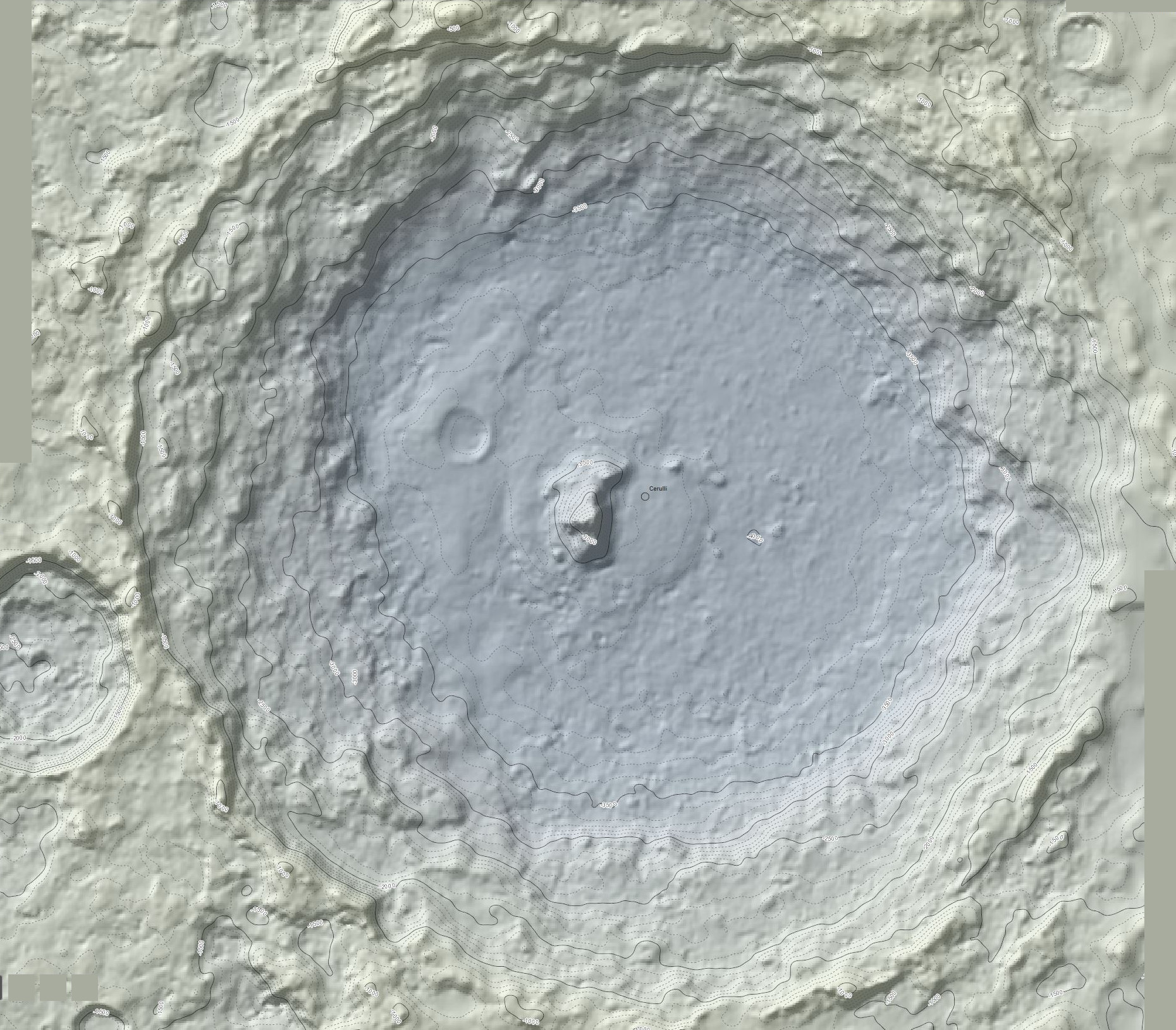
使用火星全球探勘者号上火星轨道器激光高度计数据绘制的地形图。

## 另请查看
- 火星气候
- 锐蚀地形
- 冰川
- 火星冰川
- 撞击坑
- 撞击事件
- 伊斯墨诺斯湖区
- 火星撞击坑
- 火星矿石资源
- 行星体系命名法
- 火星水文